# 沃尔夫兰莱布宗维尔
沃尔夫兰-莱布宗维尔（法語：Vœlfling-lès-Bouzonville，法語發音：[vœlflɛ̃ lɛ buzɔ̃vil]，意为“布宗维尔附近的沃尔夫兰”）是法国摩泽尔省的一个市镇，属于福尔巴克-布莱摩泽尔区。

## 地理
沃尔夫兰-莱布宗维尔（49°17'32"N, 6°36'26"E）面积2.9 平方千米，位于法国大東部大區摩泽尔省，该省份为法国东北部内陆省份，是洛林的一部分，西南接默尔特-摩泽尔省，东临下莱茵省，北与卢森堡和德国接壤。
与沃尔夫兰-莱布宗维尔接壤的市镇（或旧市镇、城区）包括：布宗维尔、鲁日堡、埃南莱布宗维尔、维兰。
沃尔夫兰-莱布宗维尔的时区为UTC+01:00、UTC+02:00（夏令时）。

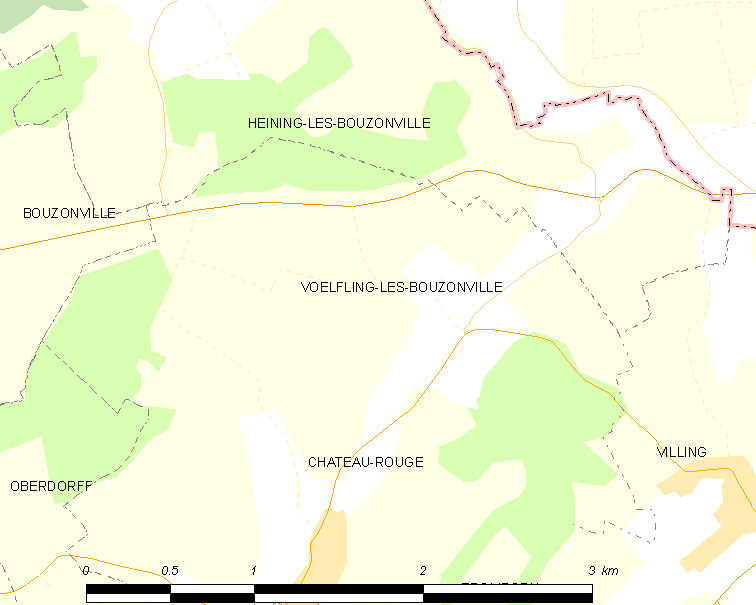
沃尔夫兰-莱布宗维尔的OSM定位图

## 行政
沃尔夫兰-莱布宗维尔的邮政编码为57320，INSEE市镇编码为57749。

## 政治
沃尔夫兰-莱布宗维尔所属的省级选区为布宗维尔县。

## 人口

1962-2008年间沃尔夫兰-莱布宗维尔人口变化图示

沃尔夫兰-莱布宗维尔于2022年1月1日时的人口数量为159人。